# 율촌중앙초등학교
율촌중앙초등학교는 대한민국 전라남도 여수시 율촌면 서부로 1442 (가장리)에 있었던 공립 초등학교이다.

## 연혁
- 1967년 3월 1일 율촌남국민학교 가장리분교장 설립 인가(3학급)
- 1968년 3월 1일 율촌남국민학교 가장리분교장 6학급 인가
- 1969년 3월 13일 율촌중앙국민학교로 승격
- 1996년 3월 1일 율촌중앙초등학교로 개칭
- 1999년 2월 19일 제30회 졸업 8명(총 962명)
- 1999년 9월 1일 율촌초등학교로 통합